# O Feijão e o Sonho
O Feijão e o Sonho é um romance do escritor brasileiro Orígenes Lessa, publicado em 1938.

## Enredo
A trama gira em torno de Campos Lara, poeta que vive a embalar o sonho da criação literária, alheio aos aspectos práticos da luta pela sobrevivência. Casado com Maria Rosa, a relação é um desajuste só. Campos Lara era um sonhador, ao passo que sua esposa, Maria Rosa, era pura realidade. Mesmo assim se amam e enfrentam a vida a todas as dificuldades.

## Adaptação para televisão
Este livro teve, pelo menos, três adaptações para TV, sendo duas em formato de telenovela. Em 1961, houve uma adaptação em programa humorístico, pela TV Rio, no Rio de Janeiro, com roteiro de Rui do Amaral e direção de Wilton Franco, tendo no elenco comediantes como Chico Anysio e Consuelo Leandro.
Na dramaturgia, a primeira adaptação em telenovela foi realizada em 1969 pela TV Cultura de São Paulo; servia como ilustração para o curso de Português oferecido pelo canal. A segunda adaptação foi ao ar em 1976 pela Rede Globo.